# بروغيريو
بروغيريو Brugherio، مدينة إيطالية في مقاطعة منزا وبريانسا بإقليم لومبارديا، وتقع على بعد حوالي 14 كم شمال شرق مدينة ميلانو. عدد سكانها 32724 ومساحتها 10.3 كيلومتر مربع.

## السكان
في سنة 1861 بلغ عدد السكان 3٬800 نسمة، وتطور العدد ليصل في سنة 2011 لـ 33٬170 نسمة.
يظهر هذا المخطط البياني تطور النمو السكاني لـ بروغيريو

## توأمة
لبروغيريو اتفاقيات توأمة مع كل من:
- لو بوي أون فيلاي
- بريشوف

## أعلام
- فرانكو برامبيا